# Theodore C. Petersen
Theodore C. Petersen (1883- 14 de marzo de 1966) fue profesor y sacerdote en el St. Paul's College de la Universidad Católica de América.
Tras los primeros intentos de traducción del Manuscrito Voynich, su propietario, el anticuario Voynich decidido a obtener cualquier resultado, contactó con el profesor H. Hyvernat, de la misma universidad, quien sería asistido en la tarea por el padre Petersen, especialista en lenguas antiguas e historia además de ser experto en religión, astrología y manuscritos místicos.
Petersen elaboró, en abril de 1931, una copia completa del manuscrito en 122 fotocopias a partir de los fotostatos originales proporcionados por Voynich, con los cuales inició el trabajo de traducción, transcripción a mano y concordancia entre palabras que le ocupó el resto de su vida; su intento de encontrar alguna ayuda en los textos de Ramon Llull, Santa Hildegarda de Bingen, Alberto Magno, Roger Bacon y otros eruditos medievales no tuvo éxito.
Tras su fallecimiento todos los documentos y estudios que realizó sobre el manuscrito fueron a parar a manos del criptógrafo estadounidense William F. Friedman.
Es autor de la obra 'Notes to Mr. Tiltman's (1951) Observations on the Voynich Cipher MS', terminada en 1955 y sin publicar.
Curiosamente a partir de las fotocopias originales de Petersen (1931) se sacaron nuevas copias, las cuales fueron los "originales" (en realidad copias de copias) con los cuales trabajaron posteriormente Friedman, Tiltman, Krischer, Prescott Currier o D' Imperio entre otros.